# Петровський (Прохоровський район)
Петровський (рос. Петровский) — хутір у Прохоровському районі Бєлгородської області Російської Федерації.
Населення становить 13  осіб. Входить до складу муніципального утворення Лучковське сільське поселення.

## Історія
Населений пункт розташований у східній частині української суцільної етнічної території — східній Слобожанщині.
Згідно із законом від 20 грудня 2004 року № 159 від 2004 року органом місцевого самоврядування є Лучковське сільське поселення.

## Населення
| 2002 | 2010 |
| ---- | ---- |
| 18   | ↘13  |